# Báthory István erdélyi fejedelem
Báthory István (lengyelül: Stefan Batory, litvánul: Steponas Batoras; Szilágysomlyó, Keleti Magyar Királyság, 1533. szeptember 27. – Grodno, Lengyel–Litván Nemzetközösség, 1586. december 12.), magyar főnemes, magyar költő, erdélyi fejedelem 1571-től, valamint választott lengyel király és litván nagyfejedelem 1575-től hitvese, Anna lengyel királynő mellett saját, 1586-os haláláig. A Báthoryak somlyai ágának tagja, Báthory István vajda legidősebb fia.
Szapolyai János Zsigmond fejedelem 1571-es halálát követően a rendek Bekes Gáspárral szemben Báthoryt választották az Erdélyi Fejedelemség élére. Bekes később II. Miksa német-római császár támogatásával Báthory ellen vonult, ám ő a kerelőszentpáli csatában vereséget tudott mérni Bekesre. 1576-ban a királyválasztó országgyűlés a Lengyel–Litván Nemzetközösség uralkodójává választotta, és még ezen évben feleségül vette I. Zsigmond lengyel király leányát, Jagelló Annát, aki társuralkodói rangra lépett mellette, ám házasságukból nem születtek utódok.
Egy évtizedes uralkodását a lengyel történelem egyik legsikeresebb időszakának tartják, különösen hadtörténeti szempontból. Győztes hadjáratot vezetett Oroszország ellen a livóniai háborúban, amelyben visszaszerezte a korábban elfoglalt területeket és továbbiakkal bővítette a Nemzetközösséget, valamint az országa számára kedvező békeszerződést kötött Jam Zapolszkijban. Sírhelye Krakkóban, a waweli székesegyházban található.

## Élete fejedelemmé választásáig
1533. szeptember 27-én Somlyón született Báthory István (1477–1534) – aki 1530–1534 között János király erdélyi vajdája volt – és Telegdi Katalin (1492–1547) fiaként. Az akkoriban Erdélyhez tartozó Partiumban családja birtokolta a somlyói mellett a szatmári és szinéri uradalmat is. Fivérei Báthory András (†1563), Báthory Kristóf, erdélyi vajda, Báthory Zsófia, akinek az első férje kőrösszeghi Csáky Demeter, majd a második Dóczy Kelemen, Báthory Anna, akinek az első férje bélteki Drágfi Gáspár, a második homonnai Drugeth Antal, a harmadik ecsedi Báthory György, valamint Báthory Erzsébetet (1528–1562), akinek az első férje Pekry Lajos, a király szlavóniai lovaskapitánya és a második férje báró kányaföld Kerecsényi László (†1567), Somogy, majd Békés vármegye főispánja, Szigetvár és Gyula várának kapitánya.
Apja néhány hónappal születése után, 1534. március 17-én elhunyt, ezért Várdai Pál esztergomi érsek vállalta nevelését, majd az 1540-es években I. Ferdinánd bécsi udvarában apródoskodott. Humanista műveltséget szerzett, ám Padovában sosem tanult. Az ottani egyetemre unokaöccse, a későbbi Báthory Gábor fejedelem apja járt. A reformáció terjedése idején is megőrizte katolikus hitét. Hazatért az akkor éppen Habsburg uralom alatt álló Erdélybe, majd az 1556-ban visszatért Izabella és János Zsigmond híve lett: a rendek nevében már ő köszöntötte, és kísérte Kolozsvárra a hazatérő királynét. 1556-ban megkapta Erdély legjelentősebb katonai pozícióját, a váradi kapitányságot.
Izabella egykori tiszántúli főkapitánya, Balassa Menyhért 1561-ben átpártolt Ferdinándhoz, ami a Habsburg-Szapolyai küzdelmek újabb felvonásához vezetett. Báthory 1562-ben vereséget szenvedett Hadadnál vívott csatában Balassa seregétől, 1563-ban pedig követként járt Ferdinándnál (eredménytelenül), hogy feleségül kérje annak egyik lányát János Zsigmond számára. 1564-ben Balassa hibáját kihasználva előbb egykori családi birtokát, Szatmárt, majd Nagybányát foglalta el, amit a hadjáratot tovább folytató János Zsigmond fejedelem sikerei követtek. Az új császár és király, Miksa azonban 1565-ben a Németalföldről hazahívott Schwendi Lázárt, újdonsült magyarországi fővezérét küldte Erdély ellen. Schwendi és Balassa sikerei miatt János Zsigmond Báthoryt bízta meg, hogy tárgyaljon a békefeltételekről. A Szatmárban kötött ideiglenes megállapodást azonban a fejedelem a vele szövetséges törökök támadása miatt nem tartotta be, aminek következtében az erdélyi követként éppen Bécsben tárgyaló Báthoryt Miksa két és fél évre fogságba vetette. Távollétében János Zsigmond Bekes Gáspár befolyása alá került, így a hazatérő Báthory kiszorult a fejedelmi udvarból. A Bekes által letárgyalt 1570-es speyeri egyezmény úgy rendezte a két uralkodó viszonyát, hogy János Zsigmond lemondott magyar királyi címéről, Miksa pedig elismerte őt erdélyi fejedelemnek, azzal a feltétellel, hogy magvaszakadtával Erdély is a Habsburgoké lesz.

## Erdélyi fejedelemsége

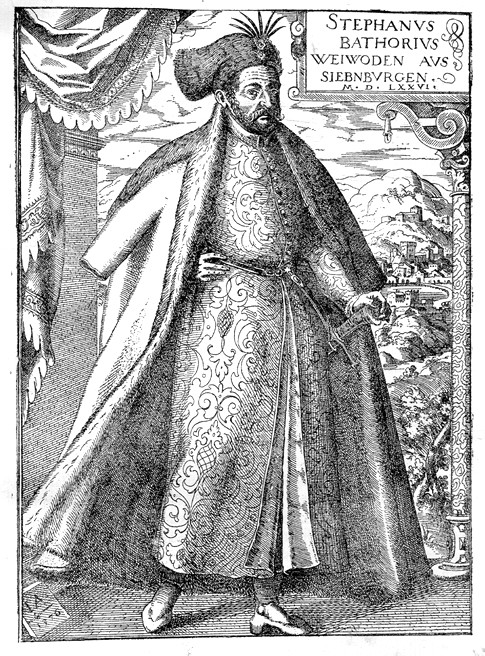
Báthory István kőmetszeten

János Zsigmond halála után a speyeri egyezmény értelmében Erdélynek Miksa uralma alá kellett volna kerülnie (ebben az esetben Bekes Gáspár lehetett volna a vajda), ugyanakkor II. Szelim szultán is kiállította azt az okmányt (athnáme), amely megnevezte az új fejedelmet. Az erdélyi rendek a kritikus helyzetben gyűlést hívtak össze, és 1571. május 25-én a gyulafehérvári országgyűlés egyhangúlag fejedelemmé választotta az ország leghatalmasabb főurát, Báthory Istvánt. Az athnámét csak ezután hirdették ki (ott is az ő neve szerepelt…), ugyanakkor a fejedelem – mint erdélyi vajda – titokban hűséget esküdött Miksának is. A törököket csak az érdekelte, hogy a Királyi Magyarország és Erdély ne kerüljön egy kézbe, ezért volt nekik jobb jelölt Báthory, mint a Habsburg-párti Bekes, és ezért járultak hozzá 1572-ben Báthory fejedelemségének örökletessé tételéhez. Miksa ugyan szívesen elfoglalta volna Erdélyt, de emiatt, három évvel a drinápolyi béke után, nem kockáztathatott meg egy törökellenes háborút, így jó képet vágott Báthoryhoz, sőt úgy tett, mintha örülne is, hogy egy unitárius után egy katolikus lett a fejedelem.
A jó viszony azonban nem tartott sokáig; Miksa támogatta Bekes 1573-as Báthory-ellenes szervezkedését. A fejedelem azonban leszámolt ellenfeleivel: Bekes kénytelen volt Magyarországra menekülni, vára, Fogaras pedig családjával együtt Báthory kezébe került. Bekes azonban nem nyugodott, a Királyi Magyarország területéről hadsereget gyűjtött, Erdélyben pedig a székelyeket és a szászokat igyekezett fellázítani. Miksa a megüresedett lengyel trónra vágyott, amire Báthory is jelölt volt. Hogy kiüsse ellenfelét, Miksa támogatta Bekes erdélyi akcióját. A fejedelem végül 1575. július 9-én a kerelőszentpáli csatában végleg legyőzte ellenfelét, aki (miután Miksa persze megtagadta őt!) kénytelen volt Lengyelországba menekülni. A Bekes elleni háborúban tűnt ki Székely Mózes, aki a radnóti és a kerelőszentpáli csatákban olyan vitézül harcolt, hogy a fejedelem megtette őt a fejedelmi testőrség parancsnokának. A fejedelem még a csatamezőn felakasztatott öt elfogott főurat, egy hónap múlva pedig országgyűlési jóváhagyással még 43 Bekes-pártit (köztük hét főurat) végeztetett ki. A csatában került fogságba a költő Balassi Bálint is, akit a fejedelem 1577-ig az udvarában tartott. A győzelemmel megszilárdul Báthory uralma (bár III. Murád török szultán Erdély éves adóját 10 000-ről 15 000 frt.-ra emelte), és a stabil Erdéllyel a háta mögött javult az esélye a lengyel trónra is.
Belpolitikájában a fejedelmi hatalom megerősítésére törekedett: felülvizsgálta a korábbi fejedelmi birtokadományokat, számba vette az állami jövedelmeket, fejlesztette a kereskedelmet és a bányászatot. Az erdélyi vallási türelmet ő sem bolygatta (ugyanakkor megtiltotta a további újításokat), bár célja a katolicizmus erősítése volt a többségében protestáns fejedelemségben. 1579-ben Kolozsvárra telepítette a jezsuitákat, és mint vallási újítót, a dévai várbörtönbe záratta Dávid Ferenc unitárius püspököt. 1581-ben jezsuita kollégiumot alapított Kolozsváron, amely a mai Szegedi Tudományegyetem jogelődje. Udvarában, Páduában végzett értelmiségiekkel vette körül magát, innen indult például a Wesselényiek és a Bethlenek felemelkedése is. Maga a fejedelem is kiváló politikai író volt, levelei stílusremekek. Érzékeny lélek lehetett, hiszen a zongora egyik ősén, virginálon játszott, amit saját szobájában tartott. Uralma idején volt az Erdélyi Fejedelemség első virágkora.

## Lengyel királysága
Lengyelország a Jagellók kihalása után (1572) szabad királyválasztó országgá lett. 1573-ban Valois Henriket, a francia király öccsét választották királyukká, akivel aláíratták az uralkodói hatalmat jelentősen meggyengítő, ún. Articuli Henricianit. Az új király azonban bátyja halála után elhagyta Lengyelországot, hogy elfoglalja a francia trónt. Újból megindult a küzdelem az üresen maradt lengyel trónért. 

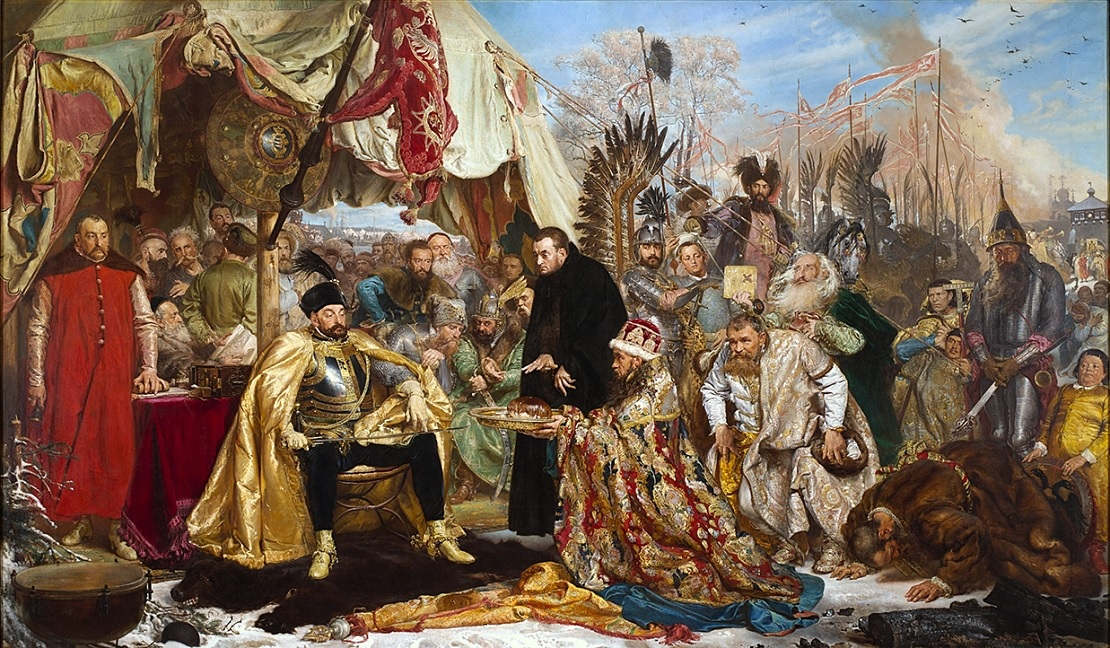
Báthory Pszkov előtt (Jan Matejko festménye)

A legesélyesebb jelölt Habsburg Miksa császár és király volt, de jelentkezett az orosz Rettegett Iván is, míg a törökök Báthory István erdélyi fejedelmet ajánlották a lengyelek figyelmébe. Az orosz cár területi engedményekért cserébe visszalépett Miksa javára, akit a pápa is támogatott. Az 1569-es lublini unióval szorosan összekapcsolt lengyelek és litvánok attól tarthattak, hogy a németek és az oroszok felosztják országukat, miközben török támadással kell számolniuk. Hiába választotta meg a főurakból és főpapokból álló szenátus Miksát, a köznemesség 1575. december 12-én Báthory mellett foglalt állást. Végül a gyorsaság döntött: a késlekedő Miksával szemben az erdélyi ügyeket elrendező fejedelem elfogadta a lengyel rendek feltételeit, és feleségül vette a nála 10 évvel idősebb Jagelló Annát, az utolsó Jagelló-házi lengyel király, II. Zsigmond Ágost húgát. A gyorsan Lengyelországba érkező Báthoryt 1576. május 1-jén Krakkóban, a waweli székesegyházban királlyá koronázták. Szerencséjére a dolgok ilyetén alakulásába belenyugodni nem akaró Miksa még abban az évben meghalt, így már csak az ellenálló Gdańsk városával kellett elismertetnie uralmát.

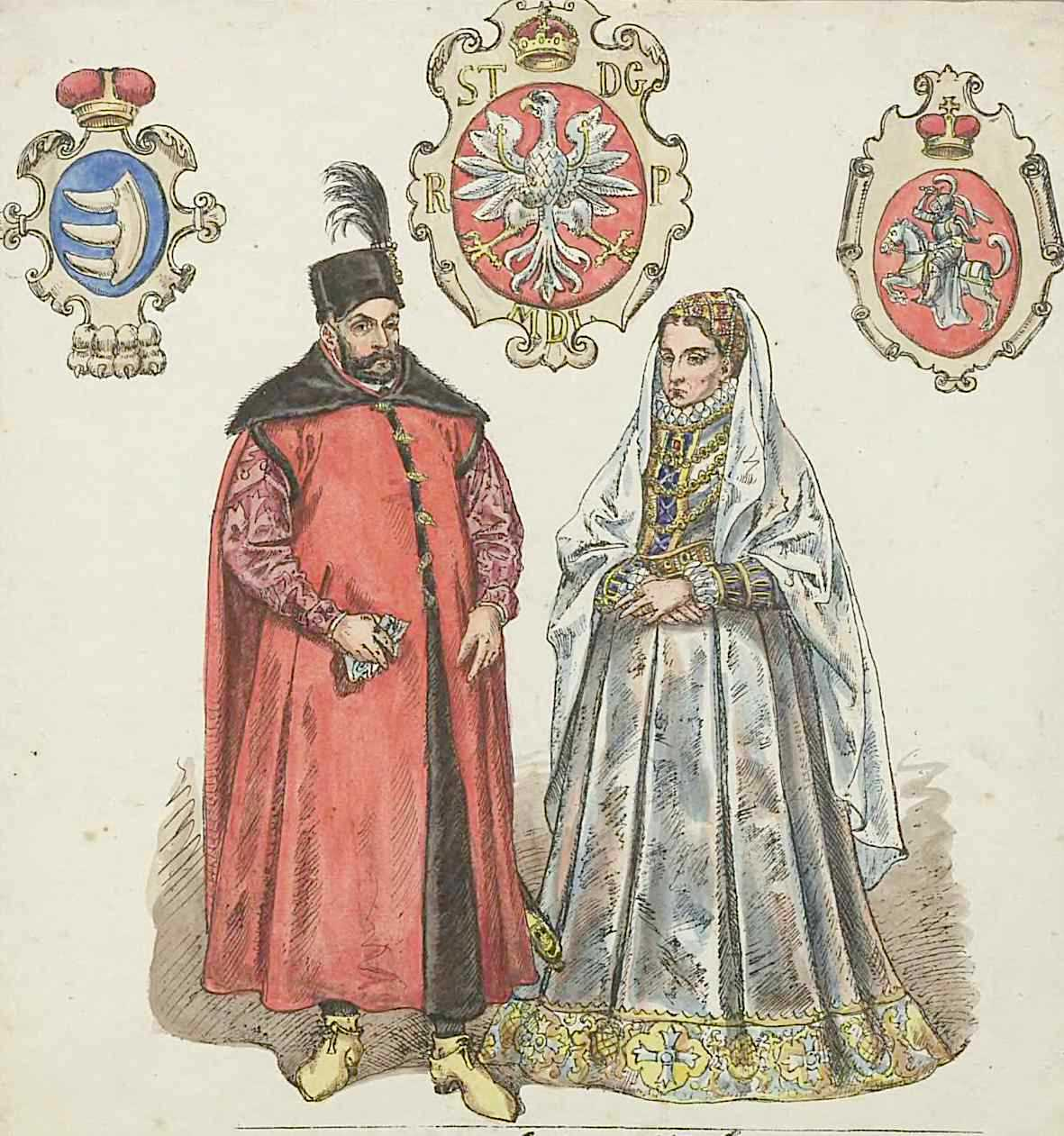
Báthory és Jagelló Anna

Erdély trónjáról sem mondott le, előbb vajdaként bátyja, Báthory Kristóf kormányozta a fejedelemséget, majd ennek halála után, 1581-ben Kristóf fia, Zsigmond lett a vajda. Az ő kiskorúságának idejére kormányzótanácsot, majd három helytartóból álló triumvirátust állított fel, a fontosabb ügyekben azonban a Krakkóban székelő erdélyi kancellária útján maga intézkedett. 1585-ben a Királyi Magyarországtól visszaszerezte Nagybányát, a három helytartó helyett pedig egyet nevezett ki: Ghiczy János váradi kapitányt. Lengyelországban is igyekezett erősíteni a központi hatalmat, rendbe tette a gazdaságot (fogyasztási adók), a rendektől független zsoldoshadseregében pedig szívesen alkalmazott erdélyieket (volt, hogy ötezren is harcoltak seregében!). A lovasság parancsnokává tette például a korábban ellene harcoló, de később bocsánatát elnyert Bekes Gáspárt, és az Egert védő Bornemissza Gergely János nevű fia is az oldalán harcolt.

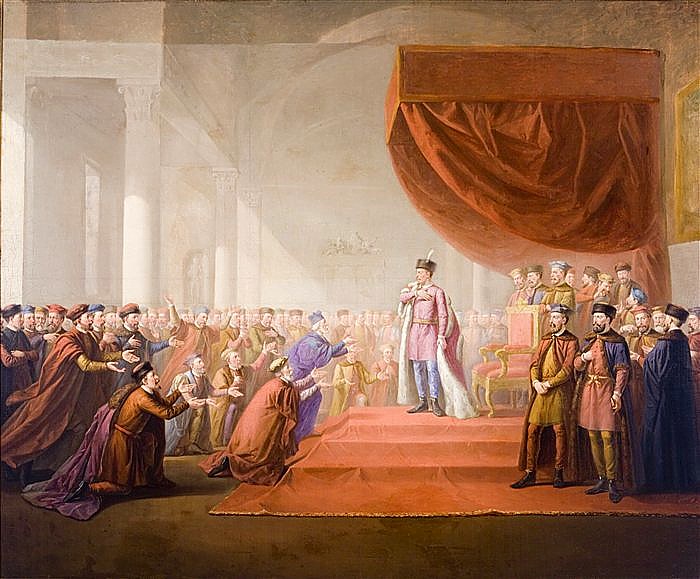
Wincenty Smokowski: Báthory István 1579-ben megalapítja a vilniusi egyetemet

Számos székely harcolt Báthory lengyel király oldalán, akik közül ki lehet emelni Székely Mózest, a későbbi sófalvi sókamarást és erdélyi fejedelmet. Kancellárja, a Padovában tanult köznemes, Jan Zamoyski volt legfőbb támasza, akihez Kristóf bátyja Griseldis nevű lányát is feleségül adta. 1584-ben még a korábban őt támogató Zborowski fivérek összeesküvését is felgöngyölítette, egyiküket ki is végeztette. 1579-ben ő alapította meg a Vilnói (Vilniusi) Egyetemet.
A lengyel rendek azt kívánták tőle, hogy szerezze vissza a livóniai háborúban Rettegett Iván cárral szemben elvesztett területeket, miközben maguk nem akarták a háború terheit viselni. Mivel a lengyel és litván hűbéresektől katonát nem kapott, maga állított fel zsoldossereget: magyar hajdúkból és könnyűlovasokból, székelyekből, lengyel zsoldosokból, németekből és részben csehekből, románokból álló seregével Báthory megfelelt az elvárásoknak. 1579–81 között három hadjáratban győzte le az oroszokat. Előbb Polock várát foglalta vissza, majd Velikije Lukit ostromolta sikerrel, végül pedig Pszkov ellen vonult. A cár a pápát azzal hitegette, hogy katolizál, és segít a törökök Európából való kiűzésében, így Báthory Antonio Possevino, itáliai jezsuita szerzetes közvetítésével végül 1582-ben Jam Zapolszkijban fegyverszünetet kötött az oroszokkal. A siker így is jelentős volt, hiszen ezzel Lengyelország visszaszerezte az eredeti területéhez képest megnagyobbodott Livóniát és a Litvániához tartozó belorusz (fehéroroszországi) területeket, amivel előnyre tett szert a Balti-tengeri uralomért vívott hatalmi vetélkedésben. Báthory a cár 1584-es halála után foglalkozott Oroszország meghódításának tervével is, de a lengyel rendek továbbra sem voltak hajlandóak vállalni egy ilyen nagyszabású vállalkozás terheit.
Távolabbi politikai tervét – Lengyelország, Magyarország és Erdély államszövetségét, mely egyaránt szolgálta volna a Habsburgok és a török visszaszorítását – nem tudta megvalósítani. 1586. december 12-én váratlanul halt meg a litvániai Grodnóban. Mivel utóda nem született, a lengyel trónon feleségének unokaöccse, a svéd III. Zsigmond követte. A krakkói waweli székesegyház kriptájában temették el. A lengyelek egyik legnagyobb királyukat tisztelik benne, annak ellenére, hogy élete végéig megmaradt magyarnak, és velük is csak latinul érintkezett. A későbbi erdélyi fejedelmek őt mint a Hunyadi Mátyás óta legsikeresebb magyar politikust tekintették példaképüknek, követték azon koncepcióját, hogy Magyarországot Erdélyből kiindulva is lehet egyesíteni.

## Emlékezete
- 1933-ban, születésének 400. évfordulóján Magyarországon és Lengyelországban Báthory-év keretében emlékeztek meg róla. A Magyar-Lengyel Egyesület 1931-ben Miklóssi Ferdinánd Leó egyesületi elnök kezdeményezésére Báthory István Emlékbizottságot hozott létre. A Lukács György kultuszminiszter vezette Emlékbizottság számos programot valósított meg az emlékév során. Többek között emléktáblát avatott a nyírbátori református templomban, Salgótarjánban a várossal együttműködve felállította Magyarország első köztéri Báthory-szobrát, s közreműködött egy további egész alakos, Budapesten felállítandó Báthory-szobor elkészítésében is, melynek avatására azonban csak 1958-ban került sor Zuglóban.[9],[10]
- Nevét viselte az 1935-ben épített MS Batory lengyel óceánjáró hajó.
- Veress Endre Báthory István király címmel írt könyvet róla, mely 1937-ben jelent meg a Magyar–Lengyel Könyvtár részeként.
- Szülővárosában 1992 óta Báthory István Alapítvány működik.
- Nevét őrzi az ORP Batory lengyel járőrhajó, amely ma Gdynia városában van kiállítva, múzeumhajóként.
- Gál Vilmos Báthory – A korona ára ill. Báthory – A katonakirály címmel történelmi regényt írt alakjáról, melynek két kötete 2019-ben ill. 2020-ban jelent meg (ISBN 9786155475467) és (ISBN 9786155475528).